# Tirion (zeilboot)
De Tirion is een sportief kajuitjacht. De boot is ontwikkeld door Adriaan van Vollenhoven en Jac de Ridder en wordt in Nederland gebouwd. Naar aanleiding van het succes van de Tirion21 is de grotere Tirion28 ontwikkeld.

## Eigenschappen
De Tirion is een sportieve dagzeiler van ruim 6 meter met een vaste kiel. De kuip biedt ruimte voor vier tot zes volwassenen, en in de kajuit zijn twee vaste slaapplaatsen en met de dektent is het aantal slaapplaatsen uit te breiden tot vier.